# La Joie de lire (librairie)
 (avril 2025).
Motif : Où sont les sources centrées qui montrent la notoriété de cette librairie qui n'a existé que durant 13 ans ? On peut fusionner, soit avec François Maspero, soit avec les Éditions Maspero.
- Archive Wikiwix
- Bing
- Cairn
- DuckDuckGo
- E. Universalis
- Gallica
- Google
- G. Books
- G. News
- G. Scholar
- Persée
- Qwant
- (zh) Baidu
- (ru) Yandex
- (wd) trouver des œuvres sur Wikidata

| 1. | Préciser le motif de la pose du bandeau. | Précisez le motif de la pose du bandeau en utilisant la syntaxe suivante : {{admissibilité à vérifier\|date=mai 2025\|motif=remplacez ce texte par le motif}}                                    |
| 2. | Informer les utilisateurs concernés.     | Pensez à avertir le créateur de l'article, par exemple, en insérant le code ci-dessous sur sa page de discussion : {{subst:avertissement admissibilité à vérifier\|La Joie de lire (librairie)}} |

Pour les articles homonymes, voir La Joie de lire.
La Joie de Lire (appelée parfois Librairie Maspero), est une librairie fondée à Paris en 1957 par François Maspero, et fermée en 1976.

## Histoire
Un héritage familial avait en 1955 permis à François Maspero d'acheter la librairie de L'Escalier, rue Monsieur-le-Prince. Deux ans plus tard, il souhaite un local plus spacieux, et reprend, au 40 rue Saint-Séverin, une librairie qu'il appelle La Joie de Lire, et qui, au Quartier latin, devient vite un point de rendez-vous de plusieurs génération militantes, son engagement « clairement à gauche de la gauche » reflétant celui de Maspero. Dès les premiers temps de la guerre d'Algérie, ses rayons présentent ouvrages et journaux interdits, moyennant de fréquentes descente de police et des attentats répétés qui font de Maspero « l'homme le plus plastiqué de France »,.
Libraire engagé depuis quatre ans, il lance sa maison d'édition le 20 février 1959 sous le nom des éditions Maspero, et publie Frantz Fanon, réédite Paul Nizan, et conteste « l'ossification stalinienne » du Parti communiste. Après mai 68, la fréquentation s'accroît brièvement, mais les attentats d'extrême droite[Lesquels ?], les « persécutions judiciaires »[Lesquelles ?] et le pillage des étagères par les adeptes du « vol révolutionnaire » portent atteinte à son fonctionnement.
Face à de graves difficultés financières, la librairie ferme ses portes en 1976, après une vente effective en 1974 mais qui donna lieu à un procès pour escroquerie — l'acheteur se révélant non solvable.